# Augustín Morávek
Augustín Morávek (15. července 1901, Trnava – březen 1975, Kanada) byl vedoucí Ústředního hospodářského úřadu, který prosazoval protižidovská opatření a v letech 1940–1942 řídil proces arizace a likvidace židovských podniků na Slovensku.

## Život
Augustín Morávek byl nedostudovaný právník, bývalý člen čechoslovakisticky orientované Živnostenské strany. V roce 1939 byl tajemníkem bratislavských živnostenských společenství a grémií. Ty ho v září 1939 pověřily dvouměsíční cestou po Německu a Maďarsku s cílem prozkoumat řešení židovské otázky. Výsledkem cesty byla 150-stránková srovnávací studie, která obsahovala i návrhy dalšího postupu při řešení této otázky na Slovensku. Studii následně Morávek rozeslal všem vedoucím funkcionářům HSĽS a státu. Zůstala však bez všeobecné odezvy. Jediný, kdo zareagoval, byl předseda vlády Vojtech Tuka, který si ho pozval na osobní pohovor a dal si vysvětlit jeho plány. V lednu 1940 absolvoval další pohovor s Dr. Izidorem Kosem. Morávek se následně zúčastnil připomínkování prvního arizačního zákona. Původní návrh zákona připravený ministerstvem vnitra neodpovídal Morávkovým radikálním představám. Tuka ho znovu přijal a požádal o zpracování připomínek, které se staly základem pro nový návrh, přičemž Morávek byl pověřen přípravou zákona v legislativním sboru a výborech parlamentu. V rámci schvalovacího procesu byl prosazen požadavek nucené arizace, neprošla však ještě jeho snaha o soupis židovského majetku.
Tuka využil Morávkovu iniciativu a již 31. ledna 1940 ve snaze převzít pravomoci související s arizačním procesem z váhajících ministerstev hospodářství a vnitra vytvořil zvláštní orgán – Hospodářskou úřadovnu předsednictva vlády. Do čela úřadu byl dosazen Morávek. Z této pozice kritizoval nečinnost jiných orgánů, agresivně zasahoval do jejich kompetencí a navrhoval různá „zlepšení“ protižidovských opatření.
K posílení Morávkových kompetencí došlo po salcburských jednáních (červenec 1940) a následné radikalizaci slovenské politické scény. Začátkem září 1940 provedl v doprovodu nacistického poradce Dietera Wislicenyho další studijní cestu k řešení židovské otázky do Vídně a Prahy. Morávkův nový návrh řešení předpokládal odebrání základních občanských, lidských a částečně i náboženských práv, jakož i označení Židů a jejich izolaci v ghettech. Předložil a realizoval požadavek na vznik centralizovaného orgánu pro řešení židovské otázky – Ústředního hospodářského úřadu (ÚHÚ). Po dosazení na čelo tohoto úřadu získal prakticky neomezené kompetence v řízení arizačního procesu.
Jako vedoucí úřadu vytvořil podmínky pro nekontrolovatelnou manipulaci s arizačnými převody, klientelismus a korupci. S rostoucí mocí rostla i jeho arogance, a to nejen vůči Židům, ale i vůči představitelům HSĽS. Nespokojenost a kritiku vzbuzovala i jeho servilnost vůči německým požadavkům. Vydal např. důvěrný oběžník, aby byly všechny spisy, kde vystupoval arizátor německé národnosti, označené zvláštním razítkem „Němec“ a tito uchazeči byli upřednostňováni. Přitom byl označován za maďaróna.
První otevřená veřejná kritika Morávkova úřadu byla vyslovena již v březnu 1941 na stránkách slavnostního čísla časopisu Slovák při příležitosti výročí vzniku Slovenské republiky. Kritika se postupně stupňovala. 27. října 1941 důvěrnický sbor HSĽS požádal prezidenta a předsedu strany Jozefa Tisa o prošetření činnosti úřadu a zvlášť Morávka. Žádost obsahovala i seznam 35 případů, kdy umožnil získat majetek příbuzným a šesti případů, kdy arizoval osobně. Morávek si byl vědom, že se vůči němu shromažďuje kompromitující materiál. V tomto období však byla jeho pozice krytá Tukou ještě pevná.
Po vyloučení Židů z hospodářského života upozorňoval Tuku na nemožnost umístění desetitisíců obyvatel zbavených příjmů do pracovních táborů na území Slovenska. Při diskusi s nacistickými poradci o zřízení pracovních táborů podle německého vzoru navrhl, zda by alespoň část Židů nemohla být umístěna v Generálním gouvernementu nebo v Německu. V červenci 1941 se jako zástupce slovenských úřadů zúčastnil cesty slovensko-německé studijní skupiny na území okupovaného Polska, která navštívila místní pracovní tábory. Samotné provedení shromáždění Židů a jejich deportace však už leželo mimo jeho zájem a přenechal to ministerstvu vnitra.
V létě 1942 byla oslabena Tukova pozice, což mělo dopad i na Morávka a jeho úřad. Činnost UHÚ, jakož i samotného Morávka se staly předmětem vyšetřování. 1. června 1942 musel vypovídat před vyšetřovací komisí, což vedlo 30. června 1942 k jeho rezignaci. V lednu 1943 navrhla kancelář prezidenta republiky pokračování disciplinárního řízení. Proti tomu se však znovu postavil Tuka. 10. ledna 1943 se obrátil dopisem přímo na prezidenta a v rozporu se známými fakty prezentoval Morávkovu práci jako bezúhonnou a vynikající. Morávek sám průběžně prezentoval svou činnost jako službu národu a státu. Po odstoupení z vedoucí funkce v UHÚ odešel do Maďarska, kde se po roce 1943 jeho stopy ztrácejí.
Po válce byl zařazen na listinu hledaných válečných zločinců. 16. ledna 1948 ho mimořádný lidový soud v Bratislavě v nepřítomnosti odsoudil a uznal vinným ze zločinu domácí zrady a kolaborantství. Podle názoru historika Stanislava Mičeva byl Morávek produktem své doby, přičemž nebyl přesvědčeným antisemitou a na politice mu nezáleželo. Nebyl ani členem HSĽS.